# Eleição municipal de Petrópolis em 2004
A eleição municipal da cidade brasileira de Petrópolis em 2004 ocorreu no dia 03 de outubro de 2004, como parte do conjunto de eleições municipais no Brasil que ocorreram no mesmo ano. Na ocasião, foram eleitos um prefeito, vice-prefeito e 15 vereadores para a Câmara Municipal da cidade.
A campanha eleitoral contou com a participação de 7 candidatos a prefeito. O prefeito em exercício, Rubens Bomtempo, eleito em 2000 pelo PDT, concorreu a reeleição. O primeiro turno foi realizado em 3 de outubro de 2004. Bomtempo, candidato pelo PSB, foi eleito com 92.887 votos (52,95% dos votos válidos), seguido de Leandro Sampaio, do PMDB, que obteve 48.015 votos (27,37%).
Na Câmara dos Vereadores, 288 candidatos concorreram ao pleito e 15 foram eleitos. O PSB foi o partido que conquistou o maior número de assentos, com 5 eleitos. Ronaldo Medeiros foi o candidato mais votado, recebendo 6.323 votos (3,88% dos votos validos). Os candidatos eleitos tomaram posse na Prefeitura de Petrópolis em 1 de janeiro de 2005 para exercerem um mandato de quatro anos.

## Candidaturas para a prefeitura
| Nº      | Prefeito(a)  | Prefeito(a)     | Prefeito(a) | Prefeito(a)                                                                | Vice-prefeito(a) | Vice-prefeito(a) | Vice-prefeito(a)     | Vice-prefeito(a) | Vice-prefeito(a)                                  | Coligação Partido(s)                                                               |
| Nº      | Candidato(a) | Candidato(a)    | Partido     | Cargos relevantes                                                          | Candidato(a)     | Candidato(a)     | Candidato(a)         | Partido          | Cargos relevantes                                 | Coligação Partido(s)                                                               |
| ------- | ------------ | --------------- | ----------- | -------------------------------------------------------------------------- | ---------------- | ---------------- | -------------------- | ---------------- | ------------------------------------------------- | ---------------------------------------------------------------------------------- |
| 11      |              | Coronel Paulo   | PP          | - Militar Reformado                                                        |                  |                  | Edgar Quintella      | PP               | - Despachante                                     | Sem coligação                                                                      |
| 12      |              | Renata Fadel    | PDT         | - Vereadora de Petrópolis                                                  |                  |                  | Paulo Vizeu          | PDT              | - Empresário                                      | Sem coligação                                                                      |
| 13      |              | Paulo Mustrangi | PT          | - Vereador de Petrópolis                                                   |                  |                  | Paulo Roberto Lisboa | PT               | - Professor de Ensino de Primeiro e Segundo Graus | Petrópolis Melhor Nossa Gente É Que Faz PT PCB                                     |
| 15      |              | Leandro Sampaio | PMDB        | - Prefeito de Petrópolis (1997–2000); - Engenheiro                         |                  |                  | João Tobias          | PSDB             | - Médico                                          | Compromisso Petrópolis PMDB PSL PL PRTB PTC PSDB PRONA PTdoB                       |
| 25      |              | Nelson Sabrá    | PFL         | - Engenheiro                                                               |                  |                  | Jairo Machado        | PFL              | - Advogado                                        | Petrópolis na Liderança PFL PRP                                                    |
| 40      |              | Rubens Bomtempo | PSB         | - Vereador de Petrópolis (1997–2000); - Prefeito de Petrópolis (2001–2004) |                  |                  | Henrique Manzani     | PSC              | - Vereador de Petrópolis                          | Unidade Popular: Petrópolis no Caminho Certo PSB PTB PSC PPS PAN PSDC PHS PV PCdoB |
| Fontes: |              |                 |             |                                                                            |                  |                  |                      |                  |                                                   |                                                                                    |

#### Indeferida
| Nº | Prefeito     | Prefeito      | Prefeito | Prefeito          | Vice-prefeito | Vice-prefeito | Vice-prefeito | Vice-prefeito | Vice-prefeito                                      | Coligação Partido(s) |
| Nº | Candidato(a) | Candidato(a)  | Partido  | Cargos relevantes | Candidato(a)  | Candidato(a)  | Candidato(a)  | Partido       | Cargos relevantes                                  | Coligação Partido(s) |
| -- | ------------ | ------------- | -------- | ----------------- | ------------- | ------------- | ------------- | ------------- | -------------------------------------------------- | -------------------- |
| 29 |              | Renato Santos | PCO      | - Artesão         |               |               | Ludmila       | PCO           | - Professora de Ensino de Primeiro e Segundo Graus | Sem coligação        |

## Candidatos à vereança
| Coligação                                               | Partido | Partido | Candidaturas |
| ------------------------------------------------------- | ------- | ------- | ------------ |
| PSB–PCdoB (30 candidatos)                               |         | PSB     | 29           |
| PSB–PCdoB (30 candidatos)                               |         | PCdoB   | 1            |
| Petrópolis na Liderança (30 candidatos)                 |         | PFL     | 19           |
| Petrópolis na Liderança (30 candidatos)                 |         | PRP     | 11           |
| Petrópolis Melhor Nossa Gente É Que Faz (29 candidatos) |         | PT      | 28           |
| Petrópolis Melhor Nossa Gente É Que Faz (29 candidatos) |         | PCB     | 1            |
| Dignidade Comunitária (29 candidatos)                   |         | PHS     | 9            |
| Dignidade Comunitária (29 candidatos)                   |         | PTB     | 9            |
| Dignidade Comunitária (29 candidatos)                   |         | PPS     | 8            |
| Dignidade Comunitária (29 candidatos)                   |         | PV      | 3            |
| PSC–PSDC–PAN (29 candidatos)                            |         | PSDC    | 16           |
| PSC–PSDC–PAN (29 candidatos)                            |         | PSC     | 12           |
| PSC–PSDC–PAN (29 candidatos)                            |         | PAN     | 1            |
| Movimento Democrático (29 candidatos)                   |         | PMDB    | 22           |
| Movimento Democrático (29 candidatos)                   |         | PSDB    | 7            |
| Coligação Social Liberal (28 candidatos)                |         | PL      | 24           |
| Coligação Social Liberal (28 candidatos)                |         | PSL     | 4            |
| Rumo a Vitória (26 candidatos)                          |         | PRONA   | 15           |
| Rumo a Vitória (26 candidatos)                          |         | PTdoB   | 11           |
| Sem coligação                                           |         | PDT     | 23           |
| Sem coligação                                           |         | PP      | 20           |
| Sem coligação                                           |         | PTC     | 15           |
| Fontes:                                                 |         |         |              |

## Resultados da eleição

### Prefeito
| Candidato(a) a prefeito  | Candidato(a) a prefeito  | Candidato(a) a vice-prefeito(a) | Primeiro turno 3 de outubro de 2004 | Primeiro turno 3 de outubro de 2004 |
| Candidato(a) a prefeito  | Candidato(a) a prefeito  | Candidato(a) a vice-prefeito(a) | Total                               | Percentagem                         |
| ------------------------ | ------------------------ | ------------------------------- | ----------------------------------- | ----------------------------------- |
|                          | Rubens Bomtempo (PSB)    | Henrique Manzani (PSC)          | 92.887                              | 52,95%                              |
|                          | Leandro Sampaio (PMDB)   | João Tobias (PSDB)              | 48.015                              | 27,37%                              |
|                          | Paulo Mustrangi (PT)     | Paulo Roberto Lisboa (PT)       | 18.148                              | 10,35%                              |
|                          | Renata Fadel (PDT)       | Paulo Vizeu (PDT)               | 6.854                               | 3,91%                               |
|                          | Coronel Paulo (PP)       | Edgar Quintella (PP)            | 4.882                               | 2,78%                               |
|                          | Nelson Sabrá (PFL)       | Jairo Machado (PFL)             | 4.623                               | 2,64%                               |
|                          | Renato Santos (PCO)      | Ludmila (PCO)                   | 0                                   | 0%                                  |
| Total de votos válidos   | Total de votos válidos   | Total de votos válidos          | 175.409                             | 175.409                             |
| Votos apurados           |                          |                                 |                                     |                                     |
| Votos válidos            | Votos válidos            | Votos válidos                   | 175.409                             | 92,67%                              |
| Votos em branco          | Votos em branco          | Votos em branco                 | 4.769                               | 2,52%                               |
| Votos nulos              | Votos nulos              | Votos nulos                     | 9.108                               | 4,81%                               |
| Total de votos apurados  | Total de votos apurados  | Total de votos apurados         | 189.286                             | 189.286                             |
| Eleitores                |                          |                                 |                                     |                                     |
| Comparecimentos          | Comparecimentos          | Comparecimentos                 | 189.286                             | 86,89%                              |
| Abstenções               | Abstenções               | Abstenções                      | 28.564                              | 13,11%                              |
| Total de eleitores aptos | Total de eleitores aptos | Total de eleitores aptos        | 217.850                             | 217.850                             |
| Total de seções: 628     |                          |                                 |                                     |                                     |
| Fontes:                  |                          |                                 |                                     |                                     |

### Composição da Câmara Municipal
|                          |                          |                 |                 |          |    |
| Nº                       | Partido                  | Votos populares | Votos populares | Assentos | ±  |
| Nº                       | Partido                  | Votos           | %               | Assentos | ±  |
| 40                       | PSB                      | 39.134          | 21,91%          | 5        | 5  |
| 15                       | PMDB                     | 24.073          | 13,48%          | 3        | 3  |
| 14                       | PTB                      | 16.339          | 9,15%           | 2        | 2  |
| 27                       | PSDC                     | 15.346          | 8,59%           | 2        | 2  |
| 22                       | PL                       | 14.657          | 8,21%           | 1        | 1  |
| 13                       | PT                       | 11.703          | 6,55%           | 1        | 1  |
| 23                       | PPS                      | 6.508           | 3,64%           | 1        | 1  |
| 12                       | PDT                      | 10.368          | 5,81%           | 0        | -  |
| 20                       | PSC                      | 7.968           | 4,46%           | 0        | -  |
| 11                       | PP                       | 6.144           | 3,44%           | 0        | -  |
| 25                       | PFL                      | 5.977           | 3,35%           | 0        | -  |
| 56                       | PRONA                    | 3.782           | 2,12%           | 0        | -  |
| 31                       | PHS                      | 3.343           | 1,87%           | 0        | -  |
| 45                       | PSDB                     | 2.857           | 1,6%            | 0        | -  |
| 70                       | PTdoB                    | 2.557           | 1,43%           | 0        | -  |
| 65                       | PCdoB                    | 2.135           | 1,2%            | 0        | -  |
| 44                       | PRP                      | 1.834           | 1,03%           | 0        | -  |
| 36                       | PTC                      | 1.813           | 1,02%           | 0        | -  |
| 17                       | PSL                      | 952             | 0,53%           | 0        | -  |
| 43                       | PV                       | 574             | 0,32%           | 0        | -  |
| 21                       | PCB                      | 255             | 0,14%           | 0        | -  |
| 26                       | PAN                      | 253             | 0,14%           | 0        | -  |
| Total de votos válidos   | Total de votos válidos   | 178.626         | 178.626         | 15       | 15 |
| Votos apurados           |                          |                 |                 | 15       | 15 |
| Total de votos válidos   | Total de votos válidos   | 178.626         | 94,37%          | 15       | 15 |
| Votos em branco          | Votos em branco          | 5.680           | 3%              | 15       | 15 |
| Votos nulos              | Votos nulos              | 4.980           | 2,63%           | 15       | 15 |
| Total de votos apurados  | Total de votos apurados  | 189.286         | 189.286         | 15       | 15 |
| Eleitores                |                          |                 |                 | 15       | 15 |
| Comparecimentos          | Comparecimentos          | 189.286         | 86,89%          | 15       | 15 |
| Abstenções               | Abstenções               | 28.564          | 13,11%          | 15       | 15 |
| Total de eleitores aptos | Total de eleitores aptos | 217.850         | 217.850         | 15       | 15 |
| Fontes:                  |                          |                 |                 |          |    |

### Vereadores eleitos
| Candidato | Candidato        | Partido | Votos | Votos       | Cidade de origem | Unidade federativa/País |
| Candidato | Candidato        | Partido | Total | Percentagem | Cidade de origem | Unidade federativa/País |
| --------- | ---------------- | ------- | ----- | ----------- | ---------------- | ----------------------- |
|           | Ronaldo Medeiros | PTB     | 6.323 | 3,88%       | Petrópolis       | Rio de Janeiro          |
|           | Jorginho Banerj  | PSB     | 4.232 | 2,6%        | Petrópolis       | Rio de Janeiro          |
|           | Bernardo Rossi   | PMDB    | 4.184 | 2,57%       | Petrópolis       | Rio de Janeiro          |
|           | Zoca             | PSB     | 3.358 | 2,06%       | Petrópolis       | Rio de Janeiro          |
|           | Doutor Andrade   | PL      | 2.971 | 1,83%       | Niterói          | Rio de Janeiro          |
|           | Vadinho          | PTB     | 2.891 | 1,78%       | Petrópolis       | Rio de Janeiro          |
|           | Renato Thomé     | PSDC    | 2.770 | 1,7%        | Petrópolis       | Rio de Janeiro          |
|           | Ronaldo Ramos    | PSB     | 2.374 | 1,46%       | Petrópolis       | Rio de Janeiro          |
|           | Luiz Fernando    | PSB     | 2.357 | 1,45%       | Petrópolis       | Rio de Janeiro          |
|           | Marcos Novaes    | PSB     | 2.347 | 1,44%       | Itajaí           | Santa Catarina          |
|           | Baninho          | PPS     | 2.344 | 1,44%       | Rio de Janeiro   | Rio de Janeiro          |
|           | Marcio Arruda    | PMDB    | 2.275 | 1,4%        | Petrópolis       | Rio de Janeiro          |
|           | José Jorge       | PSDC    | 2.088 | 1,28%       | Senador Cortes   | Minas Gerais            |
|           | Roberto Naval    | PMDB    | 1.724 | 1,06%       | Nova Iguaçu      | Rio de Janeiro          |
|           | Marcio Muniz     | PT      | 1.416 | 0,87%       | Petrópolis       | Rio de Janeiro          |
| Fontes:   |                  |         |       |             |                  |                         |